# 金井延

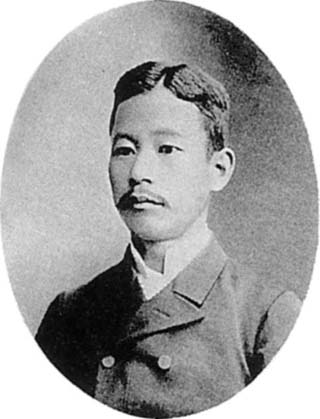
金井延

金井 延（かない のぶる、1865年2月26日〈元治2年2月1日〉 - 1933年〈昭和8年〉8月13日）は、日本の法学者・経済学者・社会政策学者。学位は、法学博士。日露戦争開戦に際し、強硬に主戦論を主張したことで知られる。戸水寛人らを含む「東大七博士」のひとり。

## 人物
静岡県出身。東京帝国大学を卒業した後、ドイツへ留学し、グスタフ・フォン・シュモラー、アドルフ・ワグナーらに師事。帰国後は社会政策学会に参加しその中心メンバーになるとともに、東京帝国大学にて、法科大学教授。同大学で1919年に経済学部が新設されると、初代学部長。1925年まで教授を務めた。ドイツにて修得した経済学、社会政策の立場に基づき、帰国後社会政策学会に参加して中心メンバーとなり、自由主義経済への批判や、国家による労働者の保護および金銀複本位制度などの提唱を行った。
日露戦争に先立つ1903年6月、戸水寛人、富井政章、寺尾亨、高橋作衛、小野塚喜平次、中村進午らと共に開戦論を主張する意見書（七博士意見書）を提出し、世論を開戦の方向へと位置付けた。また、日露講和条約にも反対の主張を行うなどしている。
1908年11月28日、帝国学士院会員となる。墓所は青山霊園(1ロ8-43)。

## 家族
- 妻：きよ - 大久保春野の長女[3]
- 次女：国子 - 河合栄治郎の妻[4]

## 栄典
位階
- 1891年（明治24年）12月21日 - 正七位[5]
- 1897年（明治30年）2月10日 - 正六位[6]
- 1901年（明治34年）8月31日 - 正五位[7]
- 1906年（明治39年）10月20日 - 従四位[8]
- 1911年（明治44年）12月11日 - 正四位[9]
- 1917年（大正6年）1月10日 - 従三位[10]

勲章等
- 1915年（大正4年）11月10日 - 大礼記念章[11]
- 1921年（大正10年）7月1日 - 第一回国勢調査記念章[12]
- 1924年（大正13年）6月30日 - 勲一等瑞宝章[13]

## 著作

### 単著
- 『経済学』水間尚志、1894年5月。全国書誌番号:40031787。
- 『社会経済学』金港堂、1902年9月。 NCID BA32379380。全国書誌番号:40032032。

### 校閲
- 佐々木多門『経済学派比較評論』六盟館、1907年10月。 NCID BN15688857。全国書誌番号:40031857。

### 筆記
- アーネスト・フェノロサ『フェノロサの社会学講義』秋山ひさ編・解説、神戸女学院大学研究所、1982年3月。 NCID BN07059550。

## 記念論文集
- 河津暹 編『金井教授在職二十五年記念 最近社会政策』有斐閣、1916年11月。 NCID BN05590610。全国書誌番号:43024812。